# 納吉齊 (新墨西哥州)
納吉齊（英語：Nageezi）是位於美國新墨西哥州聖胡安縣的普查規定居民點。

## 人口
根據2020年美國人口普查的數據，納吉齊的面積為36.52平方千米，當中陸地面積為36.51平方千米，而水域面積為0.01平方千米。當地共有人口277人，而人口密度為每平方千米7.58人。